# 詹姆斯·斯普里格斯·佩恩
詹姆斯·斯普里格斯·佩恩（英語：James Spriggs Payne，1819年12月19日—1882年1月31日），是美裔利比里亚政治人物，于1868年、1876年两次当选利比里亚总统。佩恩是利比里亚历史上的最后一位共和党籍总统。

## 生平
佩恩于1819年出生于美国弗吉尼亚州的首府里士满，他因拥有八分之一的黑人血统而肤色较浅（在美国又被称作octoroon階級）；由于自幼成长於一个虔诚的卫理公会家庭，佩恩成为了一个基督徒。1829年，十岁的佩恩随家人在美国殖民协会的主持之下，乘船移民到了利比里亚，期間他与利比里亚未来的首任总统约瑟夫·詹金斯·罗伯茨搭乘同一艘船。到达利比里亚后，佩恩表现出了对政治与经济学的浓厚兴趣，后来成為了领域中的知名作家。成年后，佩恩进入利比里亚政府，負責与美国殖民协会的联系工作。
1868年，佩恩当选第四任利比里亚总统。他在任内致力于结束利比里亚沿海地区的奴隶贸易，改善政府与土著居民的关系，并扩大利比里亚与欧洲的贸易和政治联系。在他任内，利比里亚与丹麦、瑞典等国的关系取得了长足的发展。不過，随着欧洲与美国的工业化發展，利比里亚的经济每况愈下，他在下一届总统选举中输给了真辉格党候选人爱德华·詹姆斯·罗伊。担任总统两年后，佩恩于1870年1月3日卸任。
1876年，佩恩第二次当选总统，彼时的利比里亚因為经济困难而逐渐失去对利比里亚沿海土著居民的控制。在美国内战后的几年里，财政负担沉重的美国殖民协会停止了对利比里亚的经济扶持，再加上利比里亚进口商品成本远高于出口的咖啡、大米、棕櫚油、甘蔗和木材等农产品所带来的收入，利比里亚的以农业为主的经济也随之恶化。在严峻的经济形势下，佩恩努力增加对外贸易量但无济于事，國定貨幣賴比瑞亞元在他任内贬值了超過70%。在政治成就上，佩恩在1878年卸任之前，取得了大多欧美国家的承认，對於利比里亚的独立地位有重要影響。
1878年，佩恩在政治岗位退休后回到了教会工作，在1880年則擔任利比里亚代表，出席了在俄亥俄州辛辛那提举办的卫理公会圣公会大会。隔年，他当选为利比里亚卫理公会年会主席。1882年，佩恩在利比里亚首都蒙罗维亚去世，享年62岁。

## 家庭
佩恩的父亲大卫·M·佩恩（David M. Payne）是卫理公会的牧师，1824年担任弗吉尼亚会议执事。佩恩一生经历了两次丧偶、三次婚姻，共育有9个子女。